# Sabang
Sabang – miasto w Indonezji, w okręgu specjalnym Aceh. Położone jest na wyspie Weh, nad Morzem Andamańskim. Według spisu ludności z 2019 roku liczyło 34 874 mieszkańców. 